# Каликсэльвен

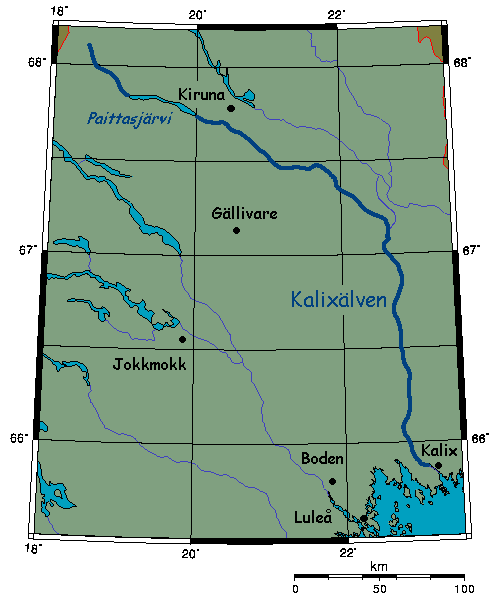

Ка́ликсэльвен (Каликсельв швед. Kalixälven) — река на севере Швеции, в лене Норрботтен.
Каликсэльвен берёт своё начало на склонах горы Кебнекайсе и протекает в восточном направлении до Ботнического залива. В верхнем течении имеются водопады и многочисленные озёра. Перемерзает с ноября по май.
Среди живших по реке потомков финских переселенцев реку называли фин. Kainuun joki, или фин. Kainuhun joki.
При заключении в 1809 году Фридрихсгамского мира, завершившего Русско-шведскую (Финскую) войну 1808—1809 годов, российская сторона требовала установления новой границы по реке Каликс, однако в итоге граница пролегла восточнее — по рекам Турнеэльвен и Муониоэльвен.
На реке Каликсэльвен находится ГЭС.